# Супутник (27-ма церемонія вручення)
27-ма церемонія вручення премії «Супутник»

3 березня 2023 року
Найкращий фільм — драма: 
Найкращий фільм —
комедія або мюзикл: 
Найкращий телесеріал — драма: 
Найкращий телесеріал —
комедія або мюзикл: 
Найкращий мінісеріал або телефільм: 
< 26-та • Церемонії вручення • 28-ма >
27-ма церемонія вручення премії  «Супутник» (англ. 27th Satellite Awards) від Міжнародної академії преси, яка відзначає найкращих в індустрії розваг, кіно та телебачення.  Номінанти були оголошені 08 грудня 2022 року. Переможців оголосять 3 березня 2023 року.

## Номінанти та лавреати. Кіно

#### Фільми, які отримали декілька номінацій
Нижче наведено картини, які отримали декілька номінацій:
| Номінації | Фільми                            |
| --------- | --------------------------------- |
| 10        | «Найкращий стрілець: Маверік»     |
| 9         | «Вавилон»                         |
| 9         | «Елвіс»                           |
| 9         | «Фабельмани»                      |
| 8         | «Банши Інішерина»                 |
| 6         | «Аватар: Шлях води»               |
| 6         | «Все завжди і водночас»           |
| 6         | «Говорять жінки»                  |
| 5         | «RRR»                             |
| 5         | «Королева-воїн»                   |
| 4         | «Ножі наголо: Скляна цибуля»      |
| 4         | «Тар»                             |
| 4         | «Жити»                            |
| 4         | «Чорна пантера: Ваканда назавжди» |
| 3         | «Трикутник смутку»                |
| 2         | «Близько»                         |
| 2         | «Імперія світла»                  |
| 2         | «Кит»                             |
| 2         | «Корсаж»                          |
| 2         | «На добраніч, Уппі»               |
| 2         | «Тілль»                           |
| 2         | «Хороший медбрат»                 |

### Кіно
| Найкращий фільм — драма | Найкращий фільм — комедія або мюзикл |
| --- | --- |
| - - «Аватар: Шлях води» - «Чорна пантера: Ваканда назавжди» - «Фабельмани» - «Жити» - «Тар» - «Тілль» - «Найкращий стрілець: Маверік» - «Говорять жінки» | - - «Банши Інішерина» - «Елвіс» - «Все завжди і водночас» - «Ножі наголо: Скляна цибуля» - «RRR» - «Трикутник смутку» |
| Найкращий анімаційний фільм | Найкраща режисерська робота |
| - - Поганці - Піноккіо Ґільєрмо дель Торо - «Іну-О: Народження легенди» - «Марсель, Мушля в черевичках» - «Я — панда» | - - Джеймс Кемерон — «Аватар: Шлях води» - Джозеф Косінскі — «Найкращий стрілець: Маверік» - Баз Лурманн — «Елвіс» - Мартін Макдонах — «Банши Інішерина» - Сара Поллі — «Говорять жінки» - Стівен Спілберг — «Фабельмани» |
| Найкраща чоловіча роль у фільмі — драма | Найкраща жіноча роль у фільмі — драма |
| - - Том Круз — «Найкращий стрілець: Маверік» — за роль капітана Піта «Меверіка» Мітчелла - Брендан Фрейзер — «Кит» — за роль Чарлі - Г'ю Джекман — «Син» — за роль Пітера - Габріель ЛаБель — «Фабельмани» — за роль Семмі Фабельмана - Білл Наї — «Жити» — за роль містера Вільямса - Марк Волберг— «Стю» — за роль отця Стюарта Лонга                             | - - Кейт Бланшетт — «Тар» — за роль Лідії Тар - Джессіка Честейн — «Хороший медбрат» — за роль Емі Лоурен - Віола Девіс — «Королева-воїн» — за роль Наніски - Даніель Дедвайлер — «Тілль» — за роль Меймі Тілль - Вікі Кріпс — «Корсаж» — за роль Єлизавета Баварської, імператриці Австрії - Мішель Вільямс — «Фабельмани» — за роль Мітці Фабельман                            |
| Найкраща чоловіча роль у фільмі — комедія або мюзикл | Найкраща жіноча роль у фільмі — комедія або мюзикл |
| - - Остін Батлер — «Елвіс» — за роль Елвіса Преслі - Дієго Калва — «Вавилон» — за роль Менні Торреса - Денієл Крейґ — «Ножі наголо: Скляна цибуля» — за роль детектива Бенуа Бланка - Колін Фаррелл — «Банши Інішерина» — за роль Патрикія - Рейф Файнз — «Меню» — за роль Джуліана Словіка - Адам Сендлер — «Дорога до НБА» — за роль Стенлі Шугермана             | - - Жанель Моне — «Ножі наголо: Скляна цибуля» — за роль Кассандри Бренд - Марго Роббі — «Вавилон» — за роль Неллі Ларой - Емма Томпсон — «Успіхів тобі, Лео Гранд» — за роль Ненсі Стоукс - Мішель Єо — «Все завжди і водночас» — за роль Евелін |
| Найкраща чоловіча роль другого плану — кінофільм | Найкраща жіноча роль другого плану — кінофільм |
| - - Пол Дано — «Фабельмани» — за роль Берта Фабельмана - Брендан Глісон — «Банши Інішерина» — за роль Колма Доерті - Джонатан Ке Кван — «Все завжди і водночас» — за роль Веймонда - Едді Редмейн — «Хороший медбрат» — за роль Чарльза Каллена - Джеремі Стронг — «Час Армагеддону» — за роль Ірвінга Граффа - Бен Вішоу — «Говорять жінки» — за роль Августа Еппа | - - Анджела Бассетт — «Чорна пантера: Ваканда назавжди» — за роль Рамонди - Керрі Кондон — «Банши Інішерина» — за роль Шівон Салліван - Джеймі Лі Кертіс — «Все завжди і водночас» — за роль Дейрдри Бобейрдр - Доллі де Леон — «Трикутник смутку» — за роль Ебігейл - Клер Фой — «Говорять жінки» — за роль Соломії Фрізен - Джин Смарт — «Вавилон» — за роль Елінор Сейнт-Джон |
| Найкращий адаптований сценарій | Найкращий оригінальний сценарій |
| - - Раян Джонсон — «Ножі наголо: Скляна цибуля» - Кадзуо Ішіґуро — «Жити» - Ребекка Ленкевич — «Вона сказала» - Пітер Крейґ, Крістофер Маккворрі, Джастін Маркс, Ерік Воррен Сінгер, Ешлі Міллер, Зак Стенц і Ерен Крюґер— «Найкращий стрілець: Маверік» - Сара Поллі — «Говорять жінки»                                                                            | - - Мартін Макдонах — «Банши Інішерина» - Лукас Донт і Анджело Тессенс — «Близько» - Ден Кван і Деніел Шайнерт — «Все завжди і водночас» - Стівен Спілберг і Тоні Кушнер — «Фабельмани» - Тодд Філд — «Тар» - Рубен Естлунд — «Трикутник смутку» |